# حديث الصباح والمساء (مسلسل)
حديث الصباح والمساء هو مسلسل درامي مصري من إنتاج 2001. المسلسل من بطولة ليلى علوي، وعبلة كامل، ودلال عبد العزيز، وخالد النبوي والكثير من النجوم والممثلين، ومن إخراج أحمد صقر.

## القصة
تدور الأحدث التي تتناول تاريخ مصر الاجتماعي والسياسي من خلال ثلاث شخصيات وتفرع أبنائها وأحفادها وتتابع صراعاتهم وأدوارهم الاجتماعية وعلاقتهم الإنسانية ومواقفهم المختلفة تجاه الحياة والوطن من خلال التأثيرات المباشرة للمصالح الأقتصادية على العلاقات بين الشخصيات وأصول هذة الشجرات الثلاث وهم الشيخ معاوية القليوبي الأزهري الوطني الذي يساهم في الثروة العرابية، وعزيز المصري ناظر سبيل بين القصرين الذي يعاني الفقر ويتطلع إلى ثروة والد زوجته، وشقيقة داود المصري الذي صعد إلى درجة طبقة البشوات بفضل عمه وطموحة، وعطا المراكبي الذي أنجب على كبر ولدين من زوجته الثرية، ورغم الفروق الواضحة تتصاهر العائلات الثلاث وتشترك في الدفاع عن الوطن والحفاظ على مصالحهم من خلال خطوط درامية متشابكة.

## شخصيات المسلسل
| - ليلى علوي: هدى هانم عائلة المراكبي - دلال عبد العزيز: نعمة عطا المراكيبي - أحمد خليل: عطا المراكيبي - أحمد زاهر: أحمد المراكيبي - محمد نجاتي: محمود المراكيبي - أميرة العايدي: نازلي - جيهان راتب: فوزية - منة شلبي: شاكيرا - محمد أحمد ماهر: عدنان المراكيبي - سيف الله: حسن - شادي الدالي: مازن المراكيبي عائلة يزيد المصري - أحمد ماهر: يزيد المصري - سوسن بدر: فرجة - توفيق عبد الحميد: عزيز يزيد المصري | عائلة الشيخ القليوبي - عبلة كامل: جليلة الطرابيشي - محمود الجندي: الشيخ معاوية - أحمد رزق: بليغ - محمد السبع: الشيخ القليوبي - محيي الدين عبد المحسن: والد جليلة - بسام رجب: باسم جوز صديقة - إيمان فريد: صديقة - سلمى غريب: شهيرة - محمد جمال العدل: ابن شهيرة وبلال شفيق - سيد شفيق: الشيخ بلال زوج شهيرة - وحيد أسامة: قاسم ابن راضية عائلة صادق بركات - سامي العدل: صادق بركات - مها أحمد: رشوانة عزيز المصري - نيللي كريم: دنانير - علية الجباس: ماشاء الله الزوجه الأولى لصادق | عائلة داود باشا - خالد النبوي: داود باشا بن يزيد المصري - موناليزا: سنية هانم الوراق طليقة داوود - طارق لطفي: عبد العظيم داود المصري - أحمد سعيد عبد الغني: ابن عبد العظيم المصري - عايدة غنيم: زوجة ابن عبد العظيم داوود - نواعم: جوهر عائلة عمرو المصري - إبراهيم يسري: عمرو عزيز المصري - سلوى خطاب: راضية زوجة عمرو وبنت جليلة - مصطفى حشيش: حمادة القناوى - مجدي كامل: عامر - أشرف زكي: الضابط محمد إبراهيم زوج مطرية - علا غانم: سميرة - ريهام عبد الغفور: صدرية | - أحمد الفيشاوي: حامد - مروة عبد المنعم: حبيبة - ثريا إبراهيم: والدة حمادة القناوى - حنان مطاوع: مطرية حفيدة جليلة - مجدي عبيد: حسين قابيل زوج سميره عائلة سرور المصري - أحمد صيام: سرور عزيز المصري - شيماء عقيد: جميلة - سمية الإمام: زينب زوجة سرور المصري - مجدي بدر: ابن سرور عزيز المصري - راندا إبراهيم - فتوح أحمد: الضابط إبراهيم الأسواني - عمرو واكد: النقشبندي قاسم عمرو عزيز المصري | ضيوف المسلسل - سمير حسني: محمد فريد - صبري عبد المنعم: رستم خال هدى - سعيد طرابيك: عبد الله النديم - فلك نور: زوجة بليغ ابن جليلة - عزة بلبع: ألمظ - دينا سالم: رقية السلحدار الاطفال - محمد صقر: عبد العظيم داود - عبد الله صقر: عمرو المصري - سلمى السمري: نادرة المراكبي - حسين السمري: حسن المراكبي - عمر محمد فهمي: بليغ |

بالإشتراك مع:
أمال الشريف: أم اليوزباشي محمد - ليلى جمال: ام حسين - فتحية قنديل: سكينة - ليلى نصر: ام سنية - صلاح الحسيني - بلبل: مطرب الفرح- عواطف حلمي: زهرة - عنبر: حسنية - خالد عبد الغفار: غسان كرابيجي
```
- سيد جبر: حسين - محمد عبد الرازق - سامية كشير - محمد الدرديري: يعقوب - 
محمود بشير
: بشير - مايسة الرباط: زوبة - نبوية السيد: ام صبحي - لطفي فرحات - عطا الغمراوي: رشوان - نرمين شاكر - محمد زين: سنوسي - وائل شفيق - محي الدين عبد الحميد - عاطف سعيد: باش عسكر - متولي الضو: مرجان - أسامة الحسيني - عيد أبو الحم: سناري - وداد محمد - نسمة الصياد - سامي أنور - نبيل زكي - حمدي فرج - سعيد عبد العظيم - أحمد الزير - أشرف صالح: محمد إسماعيل	 - محمد حسن
```

الأطفال: محمود صابر - علي محمود - كريم محسن - ميادة عفيفي - محمد مجدي - علياء عساف: حبيبة- نورهان نيازي - منة الله شعبان - ماهيتاب مصطفى - كارمن وحيد: دنانير - مي الشيمي - شيرين أسامة - هديل عادل - مروان سيف المصر- كريم وحيد - محمد رفاعي - أمير رمضان - سارة رفعت - هادي خفاجة
عاطف عمار: ضابط تركي - إسلام رمضان - أحمد جلال عبد القوي - نيفين محمد: راضية - طفلة - أسامة أبو الخير: درويش البقال - أسامة سرحان - نوال هاشم: أم ثريا - أحمد عمار: أحمد عرابي - ليلى الإسكندرانية - آية رمضان - نعمة - طفلة - محمد قشطة: الدكتور - هشام الجمل - ادوارد بترو

## أجيال المسلسل
1. الجيل الأول: عطا المراكيبي وزوجته/ويزيد المصري وزوجته /الشيخ القليوبي /مرسي الطرابيشي
2. الجيل الثاني: هدى هانم /نعمة المراكيبي /عزيز المصري /داود المصري /معاوية القليوبي /جليلة الطرابيشي
3. الجيل الثالث: محمود المراكيبي /أحمد المراكيبي /رشوانة المصري/ عمرو المصري /سرور المصري /عبد العظيم المصري/ راضية القليوبي / شهيرة القليوبي / صديقة القليوبي/ بليغ القليوبي
4. الجيل الرابع: شاكيرا المراكيبي /عدنان المراكيبي / مازن المراكيبي /عدنان المراكيبي / دنانير صادق / صدرية المصرية / مطرية المصري / سميرة المصري / حبيبة المصري / عامر المصري/ حامد المصري /قاسم المصري/ جميلة المصري / لبيب المصري /

## الزيجات والوفيات في أحداث المسلسل
- الحلقة الأولى: زواج يزيد المصري من فرجة
- الحلقة الثانية: وفاة سكينة زوجة عطا وزواج عزيز المصري من نعمة المراكيبي
- الحلقة الثالثة: زواج معاوية القليوبي من جليلة
- الحلقة الرابعة: وفاة الشيخ القليوبي
- الحلقة الخامسة: زواج عطا المراكيبي من هدى هانم
- الحلقة السادسة: وفاة يزيد المصري
- الحلقة السابعة: وفاة فرجة ام داود ويزيد وزواج داوود المصري من سنية الوراق
- الحلقة الثامنة: زواج رشوانة بنت عزيز المصري من صادق بركات
- الحلقة الثانية عشر: وفاة عطا المراكيبي اثناء زواج ابنائه أحمد ومحمود
- الحلقة الحادية عشر: طلاق داود المصري من سنية الوراق
- الحلقة الرابعة عشر: زواج عمرو بن عزيز المصري من راضية بنت الشيخ معاوية
- الحلقة السادسة عشر: زواج سرور بن عزيز المصري من زينب ووفاة الشيخ معاوية وزواج الشيخ علي بلال من شهيرة بنت الشيخ معاوية وزواج عبد العظيم بن داود المصري
- الحلقة السابعة عشر: وفاة عزيز بن يزيد المصري
- الحلقة الثامنة عشر: وفاة هدى هانم ارملة عطا المراكيبي ووفاة ما شاء الله زوجة صادق الأولى
- الحلقة التاسعة عشر: وفاة داود المصري
- الحلقة العشرون: زواج صدرية بنت عمرو المصري من حمادة القناوي
- الحلقة الحادية والعشرون: وفاة جوهر ارملة داود المصري ونعمت المراكيبي ارملة عزيز المصري وزواج مطرية بنت عمرو المصري من الضابط محمد إبراهيم
- الحلقة الثانية والعشرون: وفاة د. باسم زوج صديقة بنت جليلة
- الحلقة الخامسة والعشرون: وفاة سنية الوراق ام عبد العظيم المصري
- الحلقة السادسة والعشرون: زواج جميلة بنت سرور المصري من اليوزباشي إبراهيم الاسواني وزواج سميرة بنت عمرو المصري من حسين قابيل
- الحلقة السابعة والعشرون: طلاق صدرية بنت عمرو المصري من حمادة القناوي
- الحلقة الثامنة والعشرون: زواج بليغ من الشيخ معاوية ووفاة صديقة اخت بليغ ووفاة صادق بركات زوج رشوانة المصري واستشهاد بن شهيرة

## وصلات خارجية
- حديث الصباح والمساء على موقع IMDb (الإنجليزية)
- حديث الصباح والمساء على موقع قاعدة بيانات الأفلام العربية
- حديث الصباح والمساء على موقع قاعدة بيانات الفيلم (الإنجليزية)